# Маргарита Роблес
Марія Маргарита Ро́блес Ферна́ндес (ісп. María Margarita Robles Fernández; 10 листопада 1956, Леон) — іспанський юрист, суддя і політик. Міністр оборони Іспанії з 7 червня 2018 року. З 2019 року по 13 січня 2020 року виконувала обов'язки Міністра закордонних справ Іспанії.

## Життєпис
Маргарита Роблес народилася 10 листопада 1956 року в Леоні, в сім'ї адвоката. З 12 років проживала з сім'єю в Барселоні. Вивчала юриспруденцію в університеті Барселони. Почала судову кар'єру в 1981 році. У 26 років була призначена суддею в Балагер в провінції Льєйда, пізніше працювала також в Сан-Феліу-де-Льобрегат і Більбао. У віці 34 років очолила суд провінції Барселона. За своїми поглядами була близька до Іспанської соціалістичної робочої партії, в 1993 році була призначена субсекретарем міністерства юстиції Іспанії. У 1994—1996 роках Роблес займала посаду статс-секретаря міністерства внутрішніх справ Іспанії за часів міністра Хуані Альберто Бельоче. З вересня 2008 по грудень 2013 року була членом Генеральної ради судової влади. Маргарита Роблес є членом асоціації «Судді за демократію» і бере активну участь в її роботі.
У травні 2016 року стало відомо, що Маргарита Роблес займе другу сходинку слідом за Педро Санчесом в списку ІСРП по Мадриду на парламентських виборах 26 червня. Маргарита Роблес була серед тих п'ятнадцяти депутатів, які проголосували проти кандидатури Маріано Рахоя на посаду голови уряду Іспанії 29 жовтня 2016 року. 18 червня 2017 року за результатами XXXIX з'їзду ІСРП Маргарита Роблес була обрана прес-секретарем парламентської групи соціалістів в Конгресі депутатів. 6 червня 2018 року Маргарита Роблес була призначена міністром оборони Іспанії в уряді Педро Санчеса.